# Follis

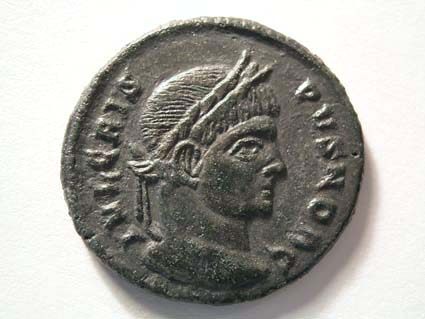
Follis con la efigie de Crispo, hijo de Constantino I.

El follis fue una moneda de la Antigua Roma introducida alrededor del 294 durante la reforma monetaria de Diocleciano. Era una gran moneda de bronce, con un peso de entre ocho y diez gramos, con un 4 % aproximado de plata. La palabra follis significa «bolsa», normalmente hecha de piel, y existen evidencias de que este término fue usado en la Antigüedad para una bolsa sellada que contenía una determinada cantidad de monedas. Los folles de Diocleciano, a pesar de los esfuerzos para el control y estabilización de precios mediante el Edicto sobre Precios Máximos del 301, sufrió constantes variaciones.
En tiempos de Constantino I el tamaño de los follis fue menor y la cantidad de plata apenas era apreciable. A mediados del siglo IV se introdujeron una serie de monedas de bronce que son referidas hoy en día como AE1, AE2, AE3 y AE4, desde 27 hasta 15 mm de diámetro.
| AE1          | AE2        | AE3        | AE4            |
| ------------ | ---------- | ---------- | -------------- |
| más de 25 mm | 21 – 25 mm | 17 – 21 mm | menos de 17 mm |

## Bizancio
Los folles fueron reintroducidos como grandes monedas de bronce en el 498 durante la reforma monetaria del emperador de Bizancio Anastasio I, que incluía una serie de distintas denominaciones que llevaban la marca del valor en numeración griega.
Los fals (derivación del término follis), fueron unas monedas de bronce emitidas por la dinastía Omeya y los califatos Abbasíes en los inicios del siglo VII, inicialmente como imitación de los folles